# جاكي بورنس
جاكي بورنس (بالإنجليزية: Jackie Burns)‏ (27 نوفمبر 1906 بلندن في المملكة المتحدة - 1986 في المملكة المتحدة) هو لاعب كرة قدم بريطاني (وحمل سابقاً جنسية المملكة المتحدة لبريطانيا العظمى وأيرلندا) في مركز نصف الجناح. لعب مع كوينز بارك رينجرز ونادي برينتفورد وLondon Caledonians F.C. ‏ ومنتخب إنجلترا الوطني لكرة القدم للهواة ‏ وساتون يونايتد ونادي ليتون ‏.